# Calvaire de Kérino
Le calvaire de Kérino est un monument religieux de granite et kersantite dressé à l'entrée du port de Vannes (Morbihan).

## Localisation
Il est situé sur la butte de Kérino, une élévation de la rive gauche du chenal du port de plaisance, à 150 m en amont du pont de Kérino.

## Description
Réalisé par le sculpteur Yves Hernot, le monument se présente comme un calvaire à traverse, érigé sur un soubassement rectangulaire dont la partie centrale représente un autel. 
Sur la traverse, de part et d'autre du fût carré, figurent les statues de saint Patern et saint Vincent Ferrier, les patrons de la ville de Vannes. Le centre de la traverse arbore le blason de Vannes. 
La croix qui couronne le fût est ornée d'un Christ en croix à l'avant, et d'une Vierge à l'Enfant à l'arrière.
Le monument mesure 6,25 m de hauteur.

## Histoire
Le calvaire de Kérino a été inauguré le 7 décembre 1913, en mémoire de missions datant de 1906 et 1910. Il a été l'objet d'importants pèlerinages en faveur de la paix et du retour des prisonniers pendant la Première Guerre mondiale.